# August Friedrich Wilhelm Haese

August Haese

August Friedrich Wilhelm Haese (* 23. September 1824 in Stettin; † 12. Dezember 1912 in Weener) war ein baptistischer Geistlicher. Seiner kirchlichen Eheschließung mit Metta Schütte aus Varel (1855) ging die erste zivilrechtliche Trauung im Großherzogtum Oldenburg voraus.

## Leben
Der in Pommern aufgewachsene August Haese erlernte das Schneiderhandwerk und kam als Wandergeselle mit der noch jungen baptistischen Bewegung in Berührung. Er erlebte eine innere Hinkehr zum christlichen Glauben und wurde am 28. Januar 1846 durch den Jeveraner Baptistenpastor Johann Ludwig Hinrichs in Berlin getauft. Bereits ein halbes Jahr später wählte ihn die neu gegründete Baptistengemeinde Stettin ins Diakonenamt.
Im Winter 1849/50 nahm Haese am ersten von Johann Gerhard Oncken in Hamburg angebotenen Missionskurs teil. Nach Abschluss dieser Kurzausbildung ordinierte ihn Oncken am 28. April 1850 zum Missionar. Seine ersten Missionsreisen führten ihn nach Schleswig-Holstein und ins Memelland.
Haeses Aufenthalt in Memel dauerte nur wenige Monate, stellte aber entscheidende Weichen für die Ausbreitung des Baptismus im Osten Europas. Bereits vierzehn Tage nach seiner Ankunft taufte Haese sieben Personen auf das Bekenntnis ihres Glaubens an Jesus Christus, kurze Zeit später weitere zehn Personen. Diese Aktivitäten erregten die Aufmerksamkeit der Evangelisch-lutherischen Kirche des Memellandes. Verantwortliche der lutherischen Kirche setzen die staatlichen Behörden unter Druck und forderten ein unnachgiebiges Vorgehen gegen die missionarischen Aktivitäten des Baptistenmissionars. Haese schrieb in einem an Oncken adressierten Brief: „Die Verwaltung von Taufe und Abendmahl wurde mir wiederum untersagt. Ich erklärte aber ganz entschieden, dass ich damit fortfahren werde.“ Das Ergebnis waren Verhöre und Geldstrafen, die aber nicht verhindern konnten, dass sich die baptistische Bewegung in Memel und in den angrenzenden Gebieten bis nach Vilnius und Riga ausweitete.
Im Dezember 1851 folgte Haese einer Berufung der Baptistengemeinde Oldenburg (Oldenburg) und wurde ihr erster Pastor. Zwei Jahre später zog er als Missionar in das nördliche Oldenburger Land, nahm dort seinen Wohnsitz in Varel und schloss sich der bereits 1840 durch Oncken gegründeten Baptistengemeinde Jever an. Diese berief ihn kurze Zeit später zu ihrem Ältesten und betraute ihn mit der Aufgabe, die in Varel und Butjadingen verstreut lebenden Gemeindemitglieder zu betreuen und zu sammeln.

## Haese und die Einführung der Zivilehe im Großherzogtum Oldenburg

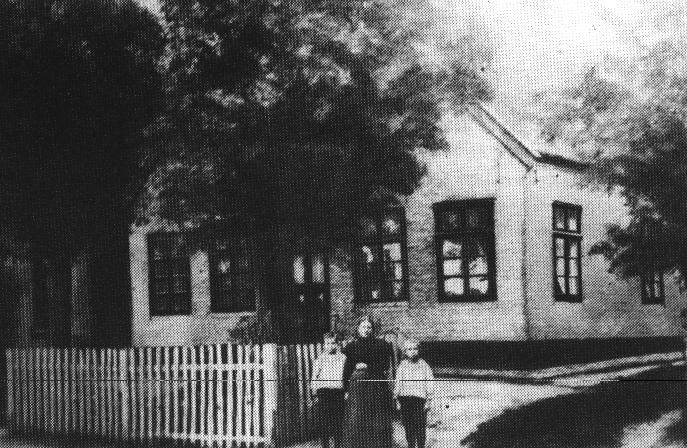
Haus Schütte in Varel, Mühlenstraße 43

In Varel lernte Haese Metta Schütte kennen. Sie verlobten sich und alsbald stellte sich die Frage nach der Eheschließung, die bis zu diesem Zeitpunkt gültig nur vor einem Amtsträger der evangelischen oder katholischen Kirche erfolgen konnte. Haese ist nicht bereit, sich am Beispiel des Ammerländer Baptisten Frerich Bohlken zu orientieren und den Weg des zivilen Ungehorsams zu gehen. Er nahm deshalb Kontakt mit dem Konsistorium der Oldenburger evangelisch-lutherischen Staatskirche auf. Haeses Antrag, seine beabsichtigte Eheschließung vor einem baptistischen Geistlichen zu vollziehen, wurde 1853 abschlägig beschieden, führte aber dazu, dass sich die Oldenburger Staatsregierung über eine gesetzliche Regelung der Eheschließung von Dissidenten Gedanken machte. Zwei Jahre später, am 31. Mai 1855, verkündete der Oldenburger Großherzog das Gesetz über die Civil-Ehe im Lande Oldenburg. Der Baptistenpastor August Haese und Metta Schütte waren die ersten, die aufgrund dieses Gesetzes die Ehe schlossen. Im Deutschen Reich wurde die Zivilehe am 6. Februar 1875 eingeführt, also erst zwanzig Jahre später.
Über den Akt der zivilen Eheschließung wurde eine Urkunde ausgestellt, die folgenden Wortlaut hat:
| Nr. 124 / 1855. Geschehen Varel auf dem Großherzogl. Oldenburg. Amt 1855, Juli 12, Mittags. Gegenwärtig: beide Beamte. F III 1 Es erschienen: 1. Der Mißionär Aug. Friedr. Wilh. Haese aus Stettin, seit einigen Jahren wohnhaft zu Varel, ehelicher Sohn des Oberwächters Michael Friedr. Haese und der Marie geb. Burwitz zu Stettin, geb 1824, September 23 2. Metta Margaretha Schütte zu Varel, eheliche Tochter des Schiffers Wilm Schütte daselbst und dessen Ehefrau Catharina geb. Hauerken, geboren 1827, Januar 29, und erklärten, sie wollten die bürgerliche Eingehung ihrer Ehe, nachdem alles hierzu Erforderliche beigebracht bez. vorschriftsmäßig vollführt sei, nun mehr vor dem Amte bekunden. Als Zeugen dieses Acts waren anwesend: 1. Der Klempner Anton Diedr. Ohmstede, 2. der Buchbinder Joh. Wilh. Aqistapace, beide zu Varel. Das Aufgebot der Brautleute ist erfolgt, und liegen hierüber die gehörig attestierten Anschläge, an der Kirche zu Varel und vor dem Amtslocale daselbst, vom 22. v. Monats, vor. Zugleich wird attestiert, daß der oben genannte Vater der Braut seine Einwilligung zur Eingehung der Ehe zum amtlichen Protokoll vom 15. v. Monats beurkundet hat und daß Einsagen nicht erhoben sind. Auf Befragen des Amtes erklärten sodann die oben genannten beiden Personen Missionär Haese und Metta Margaretha Schütte, daß sie sich einander zu Ehegatten nähmen, worauf das Amt im Namen des Gesetzes dieselben nunmehr für ehelich verbunden erklärte. (Unterschriften:) V.G.U. A.F.W. Haese, M.M. Schütte, A.D. Ohmstede, J.W. Aquistapace Zur Beglaubigung: ?, Amtmann; Berger, Amtsassessor |

Im Anschluss an den zivilrechtlichen Akt nahm Johann Gerhard Oncken im Garten des Hauses Schütte an der Vareler Mühlenstraße Nr. 43 die kirchliche Trauung des Ehepaares Haese vor.
Haese war dem Großherzog für das Gesetz über die zivilrechtliche Eheschließung von Herzen dankbar. Alljährlich gratulierte er deshalb dem Oldenburger Monarchen persönlich zum Geburtstag und erhielt dafür im Gegenzug Zigarren, die er – so liest man in Haeses Tagebuchaufzeichnungen – „in späteren Jahren allmählich nacheinander in Feststimmung“ rauchte.

## Gemeindegründung in Varel

Erste Vareler Baptistenkirche (1858 erbaut)

Haese wirkte in Varel mit großem missionarischen und seelsorgerlichen Engagement. Dieser Einsatz blieb nicht fruchtlos: Am 20. Juli 1856 versammelten sich 31 in Varel und Umgebung wohnhafte Mitglieder der Baptistengemeinde Jever, um sich als selbständige Gemeinde getaufter Christen in Varel zu konstituieren. Anwesend war neben dem jeverschen Gemeindeältesten Anton Friedrich Remmers auch der gebürtige Vareler Johann Gerhard Oncken, der den Vorsitz dieser Gründungsversammlung übernahm. Auf Vorschlag Onckens wurde August Haese einmütig zum Ältesten und Vorsteher der neuen Gemeinde berufen und anschließend ordiniert. Über 39 Jahre arbeitete Haese in diesem Leitungsamt. In seine Dienstzeit fielen die Gründung der Sonntagsschule, der Jugendarbeit und vieler weiterer Gemeindegruppen. Ein besonderer Höhepunkt war der Bau der Vareler Baptistenkirche, deren Einweihung bereits am 25. Juli 1858 erfolgte.
Neun Predigtstationen im Vareler Umland wurden von Haese betreut. Daraus entwickelten sich weitere selbständige Gemeinden: Seefeld (heute: Nordenham) und Wilhelmshaven (13. Juni 1886). Von 1882 bis 1884 übernahm er nach dem Tod des bereits erwähnten Anton F. Remmers kommissarisch das Ältestenamt in Jever.

## Lebensabend
Die letzten Jahre in Varel blieben nicht ohne Spannungen. Jüngere drängten in die Verantwortung und Haese fiel es schwer, seine vielfältigen Dienste schrittweise in andere Hände zu legen. Um schwereren Konflikten auszuweichen, nahm er als 73-Jähriger eine Berufung der Baptistengemeinde in Forst (Lausitz) an. Er blieb bis 1903 und ging dann endgültig in den Ruhestand. Zunächst lebte er in Geestemünde, anschließend in Duisburg und Gevelsberg. Die letzten Jahre seines Lebens verbrachte er in Weener, wo er nach längerem Krankenlager 1912 verstarb. Seine Ehefrau Metta Margaretha war bereits 1895 in Varel verstorben.